# الخطوط الجوية السعودية الرحلة 41
الخطوط الجوية السعودية الرحلة 41 من حيث الزمن فهي أطول رحلة طيران دون توقف وبمواعيد منتظمة في العالم، بدء في تسييرها منذ 31 مارس 2014. من مطار الملك عبدالعزيز الدولي بجدة إلى مطار مطار لوس أنجلوس الدولي، وتغطي مسافة 8,332 ميل (13,409 كيلومترا) تقطع في زمن طيران يبلغ 16.55 ساعة طيران. وتشغل بواسطة طائرات من نوع بوينغ 300-777 إي أر.